# Dasyhelea villospies
Dasyhelea villospies är en tvåvingeart som först beskrevs av Jean-Jacques Kieffer 1917.  Dasyhelea villospies ingår i släktet Dasyhelea och familjen svidknott.
Artens utbredningsområde är Paraguay. Inga underarter finns listade i Catalogue of Life.